# Robert Girardet
Robert William Girardet (ur. 11 maja 1893 w Paryżu, zm. 1 marca 1977 w Neuilly-sur-Seine) – francuski żeglarz, olimpijczyk, zdobywca brązowego medalu w regatach na letnich igrzyskach olimpijskich w 1924 roku w Paryżu.
Na Letnich Igrzyskach Olimpijskich 1924 zdobył brąz w żeglarskiej klasie 8 metrów. Załogę jachtu Namousse tworzyli również Pierre Gauthier, André Guerrier, Georges Mollard i Louis Breguet.